# Sainte-Anne-de-la-Rochelle
Sainte-Anne-de-la-Rochelle es un municipio canadiense situado en la provincia de Quebec.

## Superficie
Sainte-Anne-de-la-Rochelle tiene una superficie de 61,86 km².

## Demografía
En 2021, tenía 625 habitantes, una densidad poblacional de 10,1 hab./km², y 277 viviendas.